# 秃满伦
秃满伦，又作秃马伦，蒙古帝国公主，孛儿只斤氏，成吉思汗之女。
秃满伦的丈夫为弘吉剌部特薛禅之孙、按陈之子赤窟。元太宗八年（1236年），受赐濮州（今山东鄄城北旧城）五户丝户三万。后追封为郓国公主。
拉施特哀丁记载说：“[迭儿该·阿马勒]归附成吉思汗，伴其左右。成吉思汗将名为___的女儿赐给他。赐婚给他时，[迭儿该·阿马勒]说：‘你的女儿像青蛙，像乌龟。我怎么能娶她？’成吉思汗震怒，将他处死了。”一般认为这个女儿就是秃满伦。